# Hip Hop Polaco
El Hip hop en Polonia surgió a comienzos de la década de 1990, cuando raperos estadounidenses como MC Hammer y Vanilla Ice eran populares dentro de la escena musical polaca. Grandes raperos como Liroy, O.S.T.R., Sokół y agrupaciones musicales como Paktofonika, Mor W.A. o SiStars se han coronado como algunos de los artistas polacos con mayor número de ventas dentro de la listas musicales de Polonia. Actualmente el hip hop polaco goza de gran popularidad en Europa y especialmente en Europa del Este.

## Historia
El primer álbum de estudio en incorporar canciones de rap en polaco fue East on the Mic de Liroy, incluyendo dos canciones en su idioma natal. Piotr Liroy, por aquel entonces conocido bajo el pseudónimo PM Cool Lee, era oriundo de Kielce. El hip hop en Polonia se reforzó con la creación del programa de radio Kolor Shock, que emitía diariamente desde Varsovia grandes éxitos de rap de los Estados Unidos. La emisión estaba conducida por Bogna Świątkowska, Paul Jackson, Sylvia Opoku y DJ Volt. Este último, miembro de la banda IKHZ, fundaría el primer sello discográfico polaco dedicado plenamente al hip hop polaco, Beat Records.
La escena hip hop de Varsovia introdujo a grupos como Trzyha y Molesta. En Poznań, el rapero PH Kopalnia publicó su álbum Polski Rap - Zakazane Piosenki. Ese mismo año Liroy lanzaría su disco Alboom, que incluía el éxito «Scyzoryk» (1995). Probablemente la banda de hip hop polaca más reconocida fuera del país sea WWO, compuesta por Sokół, Jędker y DJ Deszczu Strugi. A mediados de la década del 2000 el género se afianzó, surgiendo nuevos raperos como Quebonafide, Taco Hemingway o más recientemente Mata.